# 陸詩韻
陸詩韻（Sharon Luk Sze Wan，1980年12月29日—），前香港無綫電視（TVB）合約女藝員，小學就讀聖方濟愛德小學，中學就讀天主教南華中學，參加2005年香港小姐競選獲得亞軍。

## 簡介
陸詩韻自小在深水埗長大，直至15、16歲時搬到將軍澳居住。她有一弟一妹，在報章訪問中透露在小學時成績一般，但運動不錯，曾是跳遠和籃球校隊的成員，升中後成績卻突飛猛進，更在考試考取頭5名之內。於參加港姐競選前曾任秘書、在20歲時她在大韓航空當過空中小姐，22歲時轉到維珍航空，而當空中小姐亦是愛美的她兒時的夢想。24歲時誤打誤撞參選香港小姐，並獲得亞軍。
在2000年代中後期，她在無綫電視拍攝電視劇，但大多擔任配角，偶爾擔任節目主持。
約在2009年，陸詩韻息影從商，與友人合資內衣生意，於古晉擔任旅遊大使，她表示稍後會與品牌合作推出内衣、睡衣，會負責設計部份，但就不會擔任模特兒。同時，她也是位於佐敦的西式、日式餐廳Airisu Cuisine的老闆娘之一，餐廳於2015年11月開始營業。
近年，她於舞台劇演出，坦承最喜歡的是演戲；2017年以「自由身」回巢無綫電視拍攝劇集。
2015年，陸詩韻開始經營自家品牌內衣褲及自家護膚品生意。
於2018年劇集《深宮計》中飾演「宋王妃」，雖然戲份只有2、3集，但已留下印象於觀眾心中。
2020年，因應疫情影響，陸詩韻以網上直銷的方式推廣自家品牌的內衣褲及護膚品，但生意在疫情下不跌反增，更錄得破百萬營業額。

## 演出作品

### 電視劇
| 首播     | 劇名           | 角色                               |
| 無綫電視 |                |                                    |
| 2007年   | 同事三分親     | Carrie                             |
| 2007年   | 律政新人王II   | 副校長                             |
| 2008年   | 金石良緣       | 董家祥女友                         |
| 2008年   | 法證先鋒II     | 繆 倩（Cherry）                    |
| 2008年   | 當狗愛上貓     | 藍若施                             |
| 2008年   | 東山飄雨西關晴 | 趙曉薇                             |
| 2018年   | 宮心計2深宮計  | 元倩瑜（宋王妃）                   |
| 2020年   | 法證先鋒IV     | 殷 紅（紅姐)                       |
| ViuTV    |                |                                    |
| 2020年   | 熟女強人       | 許嘉怡                             |
| 香港電台 |                |                                    |
| 2016年   | 有倉出租       | 朱育榮之妻吳基之小學同學兼暗戀對象 |

### 電影
- 原始武器(1999)
- 竊聽風雲(2009) 飾 Mary(商業罪案調查科人員)
- 志明與春嬌(2010)飾演志明前度女朋友
- 起勢搖滾(2012) 飾 老師
- 江湖悲劇(2016) 飾 太陽
- 我們的6E班(2017) 飾
- 過時·過節(2022) 飾 莎蔓

### 舞台劇
- 尋魂記(2014)
- 分手總要在橋邊(2015)

## 節目主持
- 周身法寶(2007)
- 新春豬事町(2007)
- 更上一層樓(2007)
- 娛樂直播 (2005-2009)
- 同車生活 (2007-2008)
- 北京奧運  (2008)
- 健康關注組（2023）(奇妙電視)

## 獲得獎項
- 2005年：香港小姐亞軍

## 外部連結
- 陸詩韻的新浪微博
- 陸詩韻的Facebook專頁
- 陸詩韻的Instagram帳戶
- Sharonluk.net
- 陸詩韻在香港影庫上的簡介
- 陸詩韻在豆瓣上的资料（简体中文）
- 陸詩韻在时光网上的簡介（简体中文）

| 前任： 朱慧敏 | 香港小姐競選亞軍 2005年 | 繼任： 周家蔚 |